# Élections législatives samoanes de 1985
Des élections législatives ont lieu aux Samoa occidentales le 23 février 1985. Il s'agit de renouveler les quarante-sept membres de l'Assemblée législative (monocamérale), leurs mandats de trois ans étant arrivés à échéance. 
Quarante-cinq députés sont des matai, chef de famille autochtones (qui peuvent être des femmes), élus par les matai. Les deux autres sièges reviennent à des représentants élus par la petite minorité d'« électeurs individuels », métis ou non-autochtones, qui (à l'inverse des autochtones) disposent du suffrage universel.
Le Parti pour la protection des droits de l'homme (PPDH), parti au pouvoir emmené par le premier ministre Tofilau Eti Alesana, affronte un parti politique formé deux semaines avant l'élection : le Parti démocrate-chrétien (PDC), de l'ancien premier ministre Tufuga Efi. Il s'agit de la première élection aux Samoa à laquelle prennent par deux partis politiques officiellement constitués,.
Le PPDH consolide sa majorité parlementaire, et Alesana demeure premier ministre. Deux femmes sont élues députées, aux côtés de quarante-cinq hommes.
En décembre 1985 se produit une scission au sein du PPDH. Onze députés partisans de l'ancien premier ministre Va'ai Kolone, mécontents que le parti ne l'ait pas choisi comme premier ministre, quittent le mouvement et rejoignent le Parti démocrate-chrétien. Un gouvernement de coalition se forme entre le PDC et les dissidents du PPDH ; Kolone devient premier ministre, avec Efi pour vice-premier ministre. C'est, à ce jour (2013), la dernière fois d'une formation politique autre que le PPDH a pu former un gouvernement.
| Parti | Parti                    | Dirigeant           | Sièges | Voix  | Voix (%) | Changement par rapport à 1982 |
| ----- | ------------------------ | ------------------- | ------ | ----- | -------- | ----------------------------- |
|       | PPDH                     | Tofilau Eti Alesana | 31     | 4 698 | 34,5 %   | +8                            |
|       | Parti démocrate-chrétien | Tufuga Efi          | 16     | 2 052 | 15,1 %   | +16                           |
|       | Candidats sans étiquette | n/a                 | 0      | 6 850 | 50,4 %   | -24                           |